# Distichophyllum ulukahiense
Distichophyllum ulukahiense är en bladmossart som beskrevs av Damanhuri och Mohamed 1986. Distichophyllum ulukahiense ingår i släktet Distichophyllum och familjen Hookeriaceae. Inga underarter finns listade i Catalogue of Life.